# Брегова артилерия
Брегова артилерия – вид морска артилерия (заедно с корабната артилерия), предназначена за защита на военноморските бази, търговските пристанища, промишлени и административни центрове, разположени в крайбрежните райони, а също така и на най-важните участъци на крайбрежието и островите от нападение на противника от страна на морето. Освен това, на бреговата артилерия е възложена задачата за отбрана на проливите и стесненията, за да не се позволи преминаването през тях на корабите на противника.
Бреговата артилерия също има задачи по защитата на отбранителните минни заграждения, крайбрежните комуникации и по противодесантната отбрана.
В отделни случаи бреговата артилерия може да се използва за поддръжка на сухопътните войски, действащи на крайбрежието, както в настъпление, така и в отбрана.

## История на създаването
Строителството на военни съоръжения за поместването в тях на оръдия с цел стрелба към морето започва с появата на артилерията (в Русия от края на 14 век). Такива укрепления обикновено се наричат „брегова батарея“ или „морски форт“. Откритата брегова батарея е най-простия вид морски форт. Бреговите батареи обикновено се строят още в мирно време като съоръжения за дълговременна фортификация. С цел увеличаване на концентрацията на оръдия започват да се строят укрепления, които високо се извисяват над околния релеф, – крепости. При избор на мястото за бреговите укрепления се отчита конфигурацията на брега, релефа на местността, политическото и стратегическото значение на защитавания участък от крайбрежието.
Още през 14—17 век в Русия разполага с брегови съоръжения на крайбрежието на Балтийско, Каспийско, Азовско, Бяло море и други морета в Северния Ледовит океан. Голямо количество крепости са разположени при изворите, по долните течения и делтите на реките (сред тях Волга, Нева, Волхов, Нарова, Дон, Кем (река в Карелия), Сума, Тулома), което е свързано с малкото пътища, водещо до увеличаване на значението на морските и речните комуникации.

## Класификация на бреговата артилерия
В зависимост от тактическото преназначение бреговата артилерия се дели на:
- артилерия на големия калибър (от 200 mm и нагоре, за борба с големи кораби);
- артилерия на средния калибър (от 130 до 180 mm, за борба с леките сили):
- артилерия на малкия калибър (от 100 mm и по-малко, за унищожаване на торпедни катери (противокатерна артилерия) и за непосредствена сухопътна отбрана).

Бреговата артилерия според характера на установките се подразделя на стационарна и подвижна.
Стационарната артилерия е куполна и открита.
Стационарните батареи обикновено имат далекобойни морски оръдия. Използваните методи и прибори за стрелба по морски цели са същите, както и на корабите.
Добре замаскираните и защитени батареи, особено куполните, обладават голяма живучест. Да се извади от строй брегова батарея с артилерийски огън воден от кораб е трудно.
По време на Втората световна война задачата по унищожаване на бреговите батареи е възлагана на бомбардировъчната авиация.
Подвижна брегова артилерия – състои се от артилерия на железопътни установки, артилерия на механична тяга и самоходната артилерия на образците, приети на въоръжение в сухопътните войски.
Преместването на подвижната артилерия от един пункт на крайбрежието на друг дава голямо преимущество за отбраняващите се. Подвижната артилерия при наличие на добре развити комуникации може да защитава участици от брега с голяма дължина, и да концентрира голямо количество артилерия в най-опасните по отношение на десант или удар на противника участъци. Освен това, подвижната артилерия може да се прехвърли на такива пунктове, където по-рано, по някакви причини, няма организирана отбрана.